# Tu n'as pas le droit
Singles de France Gall
La Guerre des chansons
(1966) Il neige
(1966)
Tu n'as pas le droit est une chanson de France Gall. Elle est initialement parue en 1966 sur l'album Les Sucettes, et ensuite en 1967 en face B du single Il neige,.

## Développement et composition
La chanson a été écrite par Jean-Max Rivière et Gérard Bourgeois. L'enregistrement a été produit par Denis Bourgeois.

## Listes des pistes
Single 7" 45 tours Il neige / Tu n'as pas le droit (1967, Philips B 373.915 F, France)
Face 1. Il neige (2:15)
Face 2. Tu n'as pas le droit (2:00)
Single 7" 45 tours Il neige / Tu n'as pas le droit (1967, Philips 373.915, Canada)
Face 1. Tu n'as pas le droit (2:00)
Face 2. Il neige (2:15)

## Classements
Il neige / Tu n'as pas le droit,
| Classement (1967)                       | Meilleure position |
| --------------------------------------- | ------------------ |
| Belgique (Wallonie Ultratop 50 Singles) | 41                 |